# 全米ビジネス航空協会
全米ビジネス航空協会（ぜんべいビジネスこうくうきょうかい、National Business Aviation Association, NBAA）は、アメリカ合衆国のゼネラル・アビエーション産業の業界団体。ワシントンD.C.に本拠をおいている。非営利団体のガイドスターによると、NBAAの使命は、「ビジネス航空が米国および世界で繁栄するための環境を促進すること」である。

## 概要
NBAAのウェブサイトに記載されているように、「1947年に設立された全米ビジネス航空協会は、ビジネス航空機の安全で効率的かつ費用対効果の高い使用に関する運用および管理データの収集、解釈、普及および配布を行っている」。「ビジネス航空業界にとって重要な技術や手順の進歩を特定し、理解するための中心的存在である」。
2016年に、11,000人のメンバーを超えたNBAAは、ビジネス航空業界の空港と空域へのアクセスを表している。業界に代わってNBAAが実施するその他の作業には、安全とセキュリティ、国際運用、および新技術の認証が含まれる。同協会は「世界最大の民間航空見本市であるNBAAビジネス航空コンベンション&エキシビションを含む、ビジネス航空コミュニティに100以上の製品とサービスを提供」。NBAA年次カンファレンスは、民間航空機の世界最大のトレードショーとなっている。